# Aglutok
Aglutok, eskimsko naselje na jugozapadu Grenlanda. Ruševine koje su ondje pronađene navodno pripadaju nekadašnjim nordijskim doseljenicima (Crantz, Hist. Grenland, I, 18, 1767.)
Lokacija: 61°43'53.22"N 48°57'39.54"W